# Euxoa ordinata
Euxoa ordinata är en fjärilsart som beskrevs av Walker 1865. Euxoa ordinata ingår i släktet Euxoa och familjen nattflyn. Inga underarter finns listade i Catalogue of Life.